# Lucius Coelius Antipater
Lucius Coelius Antipater (* zwischen 180 v. Chr. und 170 v. Chr.; † um 120 v. Chr.) war ein römischer Jurist und Geschichtsschreiber. Er war der erste Römer, der eine historische Monographie verfasste. Diese behandelte in sieben Büchern den Zweiten Punischen Krieg, blieb aber nur sehr fragmentarisch erhalten.

## Leben
Zwar ist nicht überliefert, wann Lucius Coelius Antipater zur Welt kam, doch da er älter als der um 119 v. Chr. geborene römische Historiker Lucius Cornelius Sisenna, vor allem aber ein Altersgenosse des Konsuls von 122 v. Chr., Gaius Fannius, sowie Lehrer des um 140 v. Chr. geborenen Redners Lucius Licinius Crassus in Beredsamkeit war, dürfte Coelius’ Geburtsjahr auf etwa den Zeitraum zwischen 180 und 170 v. Chr. anzusetzen sein. Außer der in der modernen Fachliteratur präferierten Namensform Coelius ist auch die Variante Caelius in Handschriften antiker Autoren überliefert. Der aufgrund seines Beinamens Antipater bisweilen vertretenen Annahme, dass Coelius Freigelassener eines Vertreters des Geschlechts der Coelier gewesen sei, widerspricht die Angabe des Cornelius Nepos, dass Voltacilius, der Lehrer des Pompeius, der erste Freigelassene war, der eine geschichtliche Schrift herausgab. So wurde vermutet, dass der Vater des Coelius dem Stand der Freigelassenen angehört habe, doch gilt heute auch diese These als widerlegt.
Die Lebensumstände des Coelius sind nur wenig bekannt. Er besaß eine gute Bildung, etwa ausreichende Kenntnisse des Griechischen, so dass er das in dieser Sprache abgefasste Geschichtswerk des Silenos von Kaleakte für seine eigene Monographie des Hannibal-Krieges auszuwerten vermochte. Ferner war er auch auf dem Gebiet der Rechtswissenschaften geschult und rhetorisch begabt. Offenbar war er kein Senator und nicht im Staatsdienst beschäftigt, doch stand er in näherem Kontakt mit einigen bedeutenden Zeitgenossen, so mit Gaius Sempronius Gracchus, Lucius Aelius Stilo und Lucius Licinius Crassus, den er nicht nur unterrichtete, sondern dessen vertraute Freundschaft er auch genoss. Er starb nach Gaius Gracchus, also nach 121 v. Chr., vielleicht aber auch erst einige Jahre nach 117 v. Chr., wenn es sich bei jenem Afrika-Umsegler Eudoxos, den Coelius sah, um Eudoxos aus Kyzikos handeln sollte.

## Werk

### Umfang, Abfassungszeit, Titel, Widmung
Lucius Coelius Antipater war der Wegbereiter des Genres der historischen Prosa-Monographie in Rom. Er wich von der bisher üblichen Vorgangsweise der Annalisten ab, die Geschichte Roms von dessen mythischen Anfängen an zu erzählen, und beschränkte sich auf eine sieben Bücher umfassende Darstellung des Zweiten Punischen Kriegs, an deren Fertigstellung er bis nach 121 v. Chr. arbeitete. Allerdings hatte der Dramatiker Gnaeus Naevius bereits vor ihm ein geschichtliches Epos über den Ersten Punischen Krieg geschrieben.
Der Redner Cicero gibt an einer einzigen Stelle an, dass Coelius’ Werk Bellum Punicum geheißen habe. Alle anderen Belegautoren titulieren es hingegen als Historiae, während allein Nonius es fortwährend als Annales zitiert. Wegen der unterschiedlichen Bezeichnungen des Werks und der Existenz einiger Fragmente antiquarischen Inhalts, die Sagengeschichte, Ethnographie und Wortforschung behandeln, stellte zuerst 1670 J. Meursius die zwei Jahrhunderte später von Hans Theodor Plüss wiederaufgegriffene und von Wilhelm Sieglin eingehender begründete Hypothese auf, dass Coelius neben seinem Werk über den Hannibal-Krieg eine weitere Schrift veröffentlicht habe, welche die Geschichte Roms und ganz Italiens nach der Art von Catos Origenes dargestellt habe. Heutzutage herrscht aber in der modernen Forschung einstimmig die Ansicht vor, dass Coelius nur ein Werk, eben die Monographie über den Zweiten Punischen Krieg, schrieb, und dass die erwähnten, etwas aus dem Rahmen fallenden Fragmente in verschiedenen Exkursen des Werks standen.
Coelius widmete sein Werk wohl dem bedeutenden Grammatiker Lucius Aelius Stilo und nicht – wie die handschriftliche Überlieferung von Cicero, Orator 230 angibt – dem Laelius, da dieser wahrscheinlich den in Coelius’ Schrift erwähnten Tod des Gaius Gracchus nicht mehr erlebte. Vielmehr dürfte L. Aelius in den Cicero-Abschriften in Laelius entstellt worden sein.

### Aufbau, Quellen
Im Proömium seines Werks erörterte Coelius u. a. als erster römischer Geschichtsschreiber stilistische Probleme seiner Darstellung. Es sind etwa 68 Fragmente erhalten, anhand derer nur wenige Aussagen über die Verteilung des Stoffs auf die sieben Bücher des Werks möglich sind. Das erste Buch behandelte wohl den Verlauf des Hannibal-Krieges bis zur 216 v. Chr. erfolgten, für die Römer mit einer katastrophalen Niederlage endenden Schlacht von Cannae. Die Landung Scipios in Nordafrika 204 v. Chr. war im sechsten Buch erzählt. In einem Fragment aus dem siebten Buch wird die Gefangennahme des Syphax geschildert, die 203 v. Chr. stattfand. Somit dürfte das siebte Buch die Darstellung des bis 201 v. Chr. währenden Krieges zu Ende geführt haben.
Weil sich Coelius im Gegensatz zu früheren Annalisten auf einen nur knapp zwei Jahrzehnte umfassenden historischen Gegenstand beschränkte, konnte er hierzu ein ausgedehnteres und eingehenderes Quellenstudium betreiben. Für das von ihm gewählte Thema fand er auch relativ umfangreiche Literatur vor. Er stützte sich u. a. auf die Annalen des ältesten römischen Geschichtsschreibers Quintus Fabius Pictor, wie aus dem Vergleich zwischen den erhaltenen Texten des Titus Livius und Polybios gefolgert wird. Auch Catos Origines wertete Coelius aus, wie Aulus Gellius bezeugt. Ungewiss ist, ob er ferner Lucius Cincius Alimentus und Polybios als Gewährsmänner benutzte. Dagegen steht fest, dass Coelius – wohl als erster römischer Historiker – auch gegnerische Quellen heranzog. Er las nämlich zu diesem Zweck das Werk des Silenos von Kaleakte, der Hannibal auf dessen Kriegszügen begleitete und darüber als Augenzeuge eine Darstellung lieferte. Ferner berücksichtigte Coelius auch untergeordnete Quellen wie die Laudatio, die der Sohn des Konsuls Marcus Claudius Marcellus auf seinen 208 v. Chr. verstorbenen Vater hielt. Schließlich ließ Coelius auch mündliche Überlieferungen nicht außer Acht und zog sie bisweilen sogar ihnen widersprechenden schriftlichen Darstellungen vor.
Coelius bemühte sich offenbar, nach Möglichkeit die Wahrheit zu berichten, indem er seine Quellen kritisch auswertete und aus den teils diskrepanten Berichten die geschichtlich wahrscheinlichste Version herauszufinden suchte. So strebte er etwa nach dem Zeugnis des Livius anscheinend danach, unter den voneinander abweichenden Schilderungen des Todes des Marcellus die richtige ausfindig zu machen.

### Darstellungsweise, Stil
Coelius war der erste römische Historiograph, der seine rhetorischen Künste ausgiebig in sein Werk einfließen ließ. Er wollte nicht bloß nüchtern Fakten schmucklos aneinanderreihen, sondern in Anlehnung an die tragische hellenistische Geschichtsschreibung die Darstellung fesselnder gestalten. Die Form der Monographie gestattete es ihm, den Stoff um zwei antagonistische „Haupthelden“, Hannibal und Publius Cornelius Scipio Africanus, zu gruppieren und dramatisch mit mehreren Wendepunkten des Geschehens zu entwickeln. Coelius bediente sich spannungserzeugender Mittel wie sensationellen Übertreibungen, der Erwähnung von Erdbeben und anderen Naturgewalten, ferner Einschüben von Exkursen über Städtegründungen und Kulten, der Einlage selbstverfasster Reden sowie der Erzählung von Prodigien, Träumen und Anekdoten. Allerdings lief Coelius durch seine dramatisch-rhetorische Darstellungsweise Gefahr, dass er gelegentlich historische Fakten nicht immer ganz wahrheitsgetreu wiedergab. Den Scipionen stand er anscheinend sehr positiv gegenüber und vermied die Erwähnung von Fakten, die sie in einem schlechten Licht hätten erscheinen lassen.
Mit der rhetorischen Tendenz von Coelius’ Werk harmoniert sein Stil, der asianisch geprägt war und auf den der Autor große Sorgfalt verwandte, wie Cicero lobt. Coelius benutzte im Unterschied zu Cato eine einfache Sprache sowie wohlbedachte Worte und war knapp und lebhaft im Ausdruck. Letzteres erreichte er durch asyndetisch aneinandergereihte Sätze und den häufigen Gebrauch des Historischen Präsens, dessen Dominanz in der Erzählung die Anschaulichkeit der geschilderten Ereignisse erhöhte. Im Bemühen um kunstvollen Periodenbau verwendete Coelius Hyperbata; und der Einsatz seltener Vokabel sollte die Darstellung ausschmücken. Fronto bezeugt, dass Coelius den Epiker Quintus Ennius zum Vorbild nahm, dessen Nachahmung der Rede öfters eine poetische Färbung verliehen haben dürfte. Cicero anerkannte, dass Coelius in seinem Trachten nach effektvoller Stilisierung seines historischen Werks seine Vorgänger überholte, doch stellte dies im Vergleich zum literarischen Maßstab der klassischen Zeit nur einen relativen Fortschritt dar.

### Rezeption
Coelius’ monographische Darstellung des Zweiten Punischen Kriegs fand großen Beifall und hatte eine lange Nachwirkung. Cicero zollte ihr viel Lob, untersuchte insbesondere Coelius’ Stil und entlehnte Material für seine Beschäftigung mit Träumen und Prodigien. Der spätere Cäsarmörder Marcus Iunius Brutus fertigte einen Auszug aus Coelius’ Werk an. Die Form der historischen Monographie, der Coelius in Rom den Weg bereitet hatte, wurde erst wieder von Sallust verwendet. Spätere Geschichtsschreiber beuteten Coelius’ Werk als erstrangige Quelle für den Hannibal-Krieg ausgiebig aus. Die moderne Forschung versuchte insbesondere festzustellen, in welchem Ausmaß Livius den von ihm zehnmal namentlich zitierten Coelius als Gewährsmann zu Rate zog. Häufig wird angenommen, dass Livius insbesondere in den – die Anfänge des Zweiten Punischen Krieges beschreibenden –Büchern 21 und 22 seines Geschichtswerks Ab urbe condita in größerem Ausmaß auf Coelius zurückgriff. Cassius Dio könnte Coelius ebenfalls als Informationsbasis benutzt haben, während dies für Plutarch und Appian weniger wahrscheinlich ist. Plinius der Ältere nennt Coelius unter den Gewährsmännern für die Bücher 2, 3, 31 und 36 seiner Naturalis historia.
Während der Ära der Zweiten Sophistik wurde Coelius wie andere archaische Schriftsteller in Bezug auf seinen Stil sehr geachtet, wie etwa Fronto belegt. Kaiser Hadrian, der eine Präferenz für das Altertümliche hatte, schätzte Coelius höher als Sallust ein. Ein Paulus, der möglicherweise mit dem zum Freundeskreis des Aulus Gellius gehörigen Dichter Iulius Paulus identisch ist, verfasste einen sprachlichen Kommentar zum Werk des Coelius. Dessen Wortschatz stellte darüber hinaus Grammatikern wie Aulus Gellius, Nonius Marcellus, Flavius Sosipater Charisius und Priscian viel Stoff für ihre sprachlichen Forschungen zur Verfügung. Diese Grammatiker tradierten auch die Mehrzahl der wörtlichen Fragmente von Coelius’ Schrift.

## Ausgaben
- Hans Beck, Uwe Walter (Hrsg.): Die frühen Römischen Historiker. Band 2: Von Coelius Antipater bis Pomponius Atticus (= Texte zur Forschung 77). Wissenschaftliche Buchgesellschaft, Darmstadt 2004, ISBN 3-534-14758-8, S. 35–83.